# Heinz-Werner Nörenberg
Heinz-Werner Nörenberg (* 23. Februar 1940 in Berlin) ist ein deutscher Altphilologe.
Nörenberg besuchte zunächst die Volksschule in Berlin und nach dem Umzug seiner Familie das Lessing-Gymnasium in Frankfurt am Main. Nach dem Abitur studierte er Klassische Philologie an der Universität Frankfurt am Main, wo er am 7. Februar 1968 bei Harald Patzer und Walther Ludwig mit der Dissertation Das Göttliche und die Natur in der Schrift über die heilige Krankheit promoviert wurde.
Nach der Promotion arbeitete Nörenberg an der Universität Mannheim, wo er zum Akademischen Rat und Oberrat ernannt wurde. 1976 wechselte er an die Ludwig-Maximilians-Universität München, wo er zum Akademischen Direktor aufstieg. 2005 trat er in den Ruhestand.
Nörenberg war von September 1968 bis 2005 Schriftleiter der Zeitschrift Gnomon.